# 小行星26005
小行星26005（26005 Alicezhao）是一颗绕太阳运转的小行星，为主小行星带小行星。该小行星于2001年3月20日发现。

## 轨道参数
小行星26005的轨道半长轴为361 130 376 km，2.4139731 UA，离心率为0.188。